# 克拉西利夫區

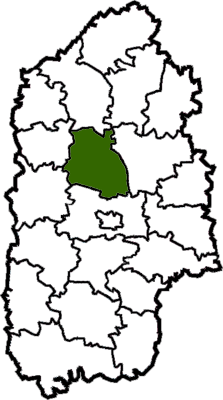
克拉西利夫區在赫梅利尼茨基州的位置

克拉西利夫區（烏克蘭語：Красилівський район），曾是烏克蘭西部赫梅利尼茨基州的一個區，行政中心設於克拉西利夫，面積1,180平方公里，2012年人口53,814，人口密度每平方公里45.61人。
该区在2020年乌克兰行政区划改革中撤销，其范围并入赫梅利尼茨基區。